# Courteney Cox
Courteney Bass Cox (n. 15 iunie 1964, Birmingham, Alabama, SUA) este o actriță, producător și regizor american. Este cel mai bine cunoscută pentru rolul lui Monica Geller în sitcomul Friends (Prietenii tăi) (1994 - 2004).

## Filmografie

### Film
| An   | Film                                       | Rol                  | Note                                    |
| ---- | ------------------------------------------ | -------------------- | --------------------------------------- |
| 1987 | Down Twisted                               | Tarah                |                                         |
| 1987 | Masters of the Universe                    | Julie Winston        |                                         |
| 1988 | Cocoon: The Return                         | Sara                 |                                         |
| 1990 | Shaking the Tree                           | Kathleen             |                                         |
| 1990 | Mr. Destiny                                | Jewel Jagger         |                                         |
| 1991 | Blue Desert                                | Lisa Roberts         |                                         |
| 1992 | The Opposite Sex and How to Live with Them | Carrie Davenport     |                                         |
| 1994 | Ace Ventura: Pet Detective                 | Melissa Robinson     |                                         |
| 1996 | Scream                                     | Gale Weathers        |                                         |
| 1997 | Commandments                               | Rachel Luce          |                                         |
| 1997 | Scream 2                                   | Gale Weathers        |                                         |
| 1999 | The Runner                                 | Karina               |                                         |
| 2000 | Scream 3                                   | Gale Weathers        |                                         |
| 2001 | 3000 Miles to Graceland                    | Cybil Waingrow       |                                         |
| 2001 | The Shrink Is In                           | Samantha Crumb       | De asemenea și producător executiv      |
| 2001 | Get Well Soon                              | Lily Charles         |                                         |
| 2004 | November                                   | Sophie Jacobs        |                                         |
| 2005 | The Longest Yard                           | Lena                 | Nemenționată                            |
| 2006 | Barnyard                                   | Daisy the Cow (voce) |                                         |
| 2006 | Zoom                                       | Marsha Holloway      |                                         |
| 2006 | The Tripper                                | Dog Lover Hippie     | De asemenea și producător executiv      |
| 2008 | Alien Love Triangle                        | Alice                | Scurtmetraj                             |
| 2008 | The Monday Before Thanksgiving             | Cece                 | Scurtmetraj; și regizoare și scenaristă |
| 2008 | Bedtime Stories                            | Wendy                |                                         |
| 2008 | The Butler's in Love                       | None                 | Scurtmetraj; producător executiv        |
| 2011 | Scream 4                                   | Gale Weathers-Riley  |                                         |
| 2012 | Got Rights?                                | Celebrity            | Scurtmetraj                             |
| 2014 | Just Before I Go                           | None                 | Regizoare și producător                 |
| 2016 | Mothers and Daughters                      | Beth                 |                                         |
| 2020 | You Cannot Kill David Arquette             | Rolul ei             | Film documentar                         |
| 2022 | Scream                                     | Gale Weathers        |                                         |

### Televiziune
| An        | Titlu                                           | Rol                                 | Note                                               |
| --------- | ----------------------------------------------- | ----------------------------------- | -------------------------------------------------- |
| 1984      | As the World Turns                              | Bunny                               |                                                    |
| 1985      | Code Name: Foxfire                              | Flight Attendant                    | NBC TV movie; rol necreditat                       |
| 1985–86   | Misfits of Science                              | Gloria Dinallo                      | Main Cast; 16 episoade                             |
| 1986      | The Love Boat                                   | Carol                               | Episodul: "Dare Devil/Picture Me As a Spy/Sleeper" |
| 1986      | Sylvan in Paradise                              | Lucy Apple                          | NBC TV pilot                                       |
| 1986      | Murder, She Wrote                               | Carol Bannister                     | Episodul: "Death Stalks the Big Top"               |
| 1987      | If It's Tuesday, It Still Must Be Belgium       | Hana Wyshocki                       | NBC TV movie                                       |
| 1987–89   | Family Ties                                     | Lauren Miller                       | 21 episoade                                        |
| 1988      | I'll Be Home for Christmas                      | Nora Bundy                          | NBC TV movie                                       |
| 1989      | Roxanne: The Prize Pulitzer                     | Jacquie Kimberly                    | TV movie                                           |
| 1989      | Judith Krantz's Till We Meet Again              | Marie-Frederique "Freddy" de Lancel | CBS miniseries                                     |
| 1990      | Curiosity Kills                                 | Gwen                                | NBC TV movie                                       |
| 1991      | Morton & Hayes                                  | Princess Lucy "Lucille"             | Episodul: "Oafs Overboard"                         |
| 1992      | Battling for Baby                               | Katherine                           | CBS TV movie                                       |
| 1992      | Dream On                                        | Alisha                              | Episodul: "Come and Knock on Our Door"             |
| 1993      | The Trouble with Larry                          | Gabriella Easden                    | 7 episoade                                         |
| 1994      | Seinfeld                                        | Meryl                               | Episodul: "The Wife"                               |
| 1994–2004 | Friends                                         | Monica Geller                       | Main Cast: 236 episoade                            |
| 1995      | Sketch Artist II: Hands that See                | Emmy                                | Showtime TV movie                                  |
| 1995      | Saturday Night Live                             | Host                                | Episodul: "Courteney Cox/Dave Matthews Band"       |
| 1999      | Happily Ever After: Fairy Tales for Every Child | Emerald Salt Pork (voice)           | Episodul: "The Three Little Pigs"                  |
| 2007–08   | Dirt                                            | Lucille "Lucy" Spiller              | Main Cast: 20 episoade                             |
| 2009      | Scrubs                                          | Dr. Taylor Maddox                   | 3 episoade                                         |
| 2009      | Web Therapy                                     | Serena Duvall                       | serial: 3 episoade                                 |
| 2009–2015 | Cougar Town                                     | Jules Cobb                          | 102 episoade                                       |
| 2011      | Private Practice                                | Patient (uncredited)                | Episodul: "Step One"                               |
| 2012      | Talhotblond                                     | Amanda                              | TV movie: Also Director/Producer                   |
| 2013      | Go On                                           | Talia                               | Episodul: "Matchup Problems"                       |
| 2014      | Drunk History                                   | Edith Wilson                        | Episodul: "First Ladies"                           |

## Premii și nominalizări
| An   | Premiu                                      | Categorie                                                                 | Titlu lucrare    | Rezultat     |
| ---- | ------------------------------------------- | ------------------------------------------------------------------------- | ---------------- | ------------ |
| 1995 | Golden Apple Award                          | Female Discovery of the Year                                              |                  | Câștigat     |
| 1995 | People's Choice Award                       | Favorite Female Performer in a New TV Series                              | Friends          | Nominalizare |
| 1996 | Screen Actors Guild Awards                  | Outstanding Performance by an Ensemble in a Comedy Series                 | Friends          | Câștigat     |
| 1997 | Nickelodeon Kids' Choice Awards             | Favorite Television Actress                                               | Friends          | Nominalizare |
| 1998 | Blockbuster Entertainment Award             | Favorite Actress – Horror                                                 | Scream 2         | Nominalizare |
| 1998 | Saturn Award                                | Best Supporting Actress in a Motion Picture                               | Scream 2         | Nominalizare |
| 1999 | American Comedy Award                       | Funniest Supporting Female Performer in a TV Series                       | Friends          | Nominalizare |
| 1999 | Screen Actors Guild Awards                  | Outstanding Performance by an Ensemble in a Comedy Series                 | Friends          | Nominalizare |
| 2000 | Nickelodeon Kids' Choice Awards             | Favorite Television Friends                                               | Friends          | Nominalizare |
| 2000 | Screen Actors Guild Award                   | Outstanding Performance by an Ensemble in a Comedy Series                 | Friends          | Nominalizare |
| 2000 | Teen Choice Award                           | Film – Choice Chemistry                                                   | Scream 3         | Câștigat     |
| 2000 | TV Guide Awards                             | Editor's Choice                                                           | Friends          | Câștigat     |
| 2001 | Screen Actors Guild Award                   | Outstanding Performance by an Ensemble in a Comedy Series                 | Friends          | Nominalizare |
| 2001 | Blockbuster Entertainment Award             | Favorite Actress – Horror                                                 | Scream 3         | Nominalizare |
| 2002 | Teen Choice Awards                          | Choice TV Actress, Comedy                                                 | Friends          | Nominalizare |
| 2002 | Screen Actors Guild Award                   | Outstanding Performance by an Ensemble in a Comedy Series                 | Friends          | Nominalizare |
| 2003 | Teen Choice Awards                          | Choice TV Actress, Comedy                                                 | Friends          | Nominalizare |
| 2003 | Screen Actors Guild Award                   | Outstanding Performance by an Ensemble in a Comedy Series                 | Friends          | Nominalizare |
| 2004 | Screen Actors Guild Award                   | Outstanding Performance by an Ensemble in a Comedy Series                 | Friends          | Nominalizare |
| 2005 | Teen Choice Awards                          | Choice Movie Hissy Fit                                                    | The Longest Yard | Nominalizare |
| 2006 | TV Land Award                               | Most Wonderful Wedding - with Matthew Perry                               | Friends          | Nominalizare |
| 2007 | TV Land Award                               | Break Up That Was So Bad It Was Good                                      | Family Ties      | Nominalizare |
| 2009 | Golden Globe Awards                         | Best Performance by an Actress in a Television Series - Comedy or Musical | Cougar Town      | Nominalizare |
| 2009 | People's Choice Awards                      | Favorite New Comedy Series                                                | Cougar Town      | Nominalizare |
| 2010 | Streamy Award                               | Best Guest Star In A Web Series                                           | Web Therapy      | Nominalizare |
| 2010 | People's Choice Awards                      | Favourite TV Comedy Actress                                               | Cougar Town      | Nominalizare |
| 2010 | Glamour Magazine's Women of the Year Awards | US TV Actress                                                             | Cougar Town      | Câștigat     |
| 2010 | TV Guide Awards                             | Courteney Cox To Be Honored By Women In Film Foundation                   |                  | Nominalizare |
| 2010 | Golden Derby TV Awards                      | Outstanding Lead Actress in a Comedy Series                               | Cougar Town      | Câștigat     |
| 2010 | People's Choice Awards                      | Favourite TV Comedy Actress                                               | Cougar Town      | Nominalizare |
| 2010 | Women's Image Network Award                 | Actress Comedy Series                                                     | Cougar Town      | Nominalizare |
| 2010 | Women in Film Crystal + Lucy Awards         | Lucy Award                                                                |                  | Recipient    |
| 2011 | People's Choice Awards                      | Favorite Television Comedy Actress                                        | Cougar Town      | Nominalizare |
| 2013 | People's Choice Awards                      | Favorite Cable TV Actress                                                 | Cougar Town      | Nominalizare |
| 2014 | People's Choice Awards                      | Favorite Cable TV Actress                                                 | Cougar Town      | Nominalizare |